# Токсический синовит
Токсический синови́т, мигрирующий синови́т,  транзиторный синови́т — временное самопроизвольно проходящее заболевание, которое вызывает боль в бедре у детей. Токсический синовит обычно встречается у детей младше 8 лет и  проходит в течение 10 дней без необходимости лечения. У детей 8−10 лет он также обычно проходит бесследно.

## Описание
Характерным симптомом токсического синовита является боль в бедре, в одном или сразу в обоих. Впервые такая боль может возникнуть после того, как ребенок долго сидел или лежал в одной позе.

Дополнительные симптомы:
- хромота или хождение на цыпочках, вызванные дискомфортом;
- боль в тазобедренном или коленном суставе, иногда в других суставах;
- субфебрильная температура (37−38℃);
- полный отказ ступать на ногу (в случае сильной боли);
- у детей младшего возраста — плач и беспокойство, у младенцев — отказ ползать, необычные ползание и поза, плач, усиливающийся при движениях в тазобедренных суставах.

Токсический синовит в большинстве случаев проходит самостоятельно к десятому дню, но иногда длится до пяти недель, и спустя некоторое время может повториться при ОРВИ.
В случае неснимаемых лекарствами боли, воспаления или лихорадки, длящихся больше трёх недель болях в бедре, отсутствии эффекта от противовоспалительных и болеутоляющих препаратов, возможно, боль вызвана другим заболеванием. При таких симптомах педиатр назначает дополнительное обследование, чтобы исключить опасные заболевания.
Синовит встречается у детей старше 8 лет, в случае остеохондропатии головки бедренной кости явления синовита могут носить затяжной характер, при этом требуется длительная противовоспалительная терапия.

## Этиология
Наиболее частой причиной синовита тазобедренного сустава является артралгия на фоне вирусной инфекции в начальной фазе или в разгаре заболевания. Кроме того, он возникает при алтралгии стафилококковой инфекции.
Болевой синдром и транзиторные явления синовита вызываются микротравмами внутрисуставных структур, растяжением капсульно-связочного аппарата и перенапряжением пателлофеморального сочленения. Сниженная чувствительность коленных суставов и дисбаланс мышц голени способствуют толерантности к физическим нагрузкам и перенапряжению пателлофеморального сочленения.

## Лечение
Специфическая терапия при токсическом синовите не требуется. Воспаление, вызванное вирусной инфекцией, проходит само по себе. Лечение сводится к снижению нагрузки на сустав и болевого синдрома (применяются безрецептурные ибупрофен и напроксен, иногда — более сильные обезболивающие).